# 加固微型反射式瞄準鏡
加固微型反射式瞄準鏡（英語：Ruggedized Miniature Reflex，簡稱：RMR）是一款由Trijicon公司所研製及生產，並且於2009年推出的小型紅點鏡系統。
該小型紅點鏡取代了原來的Docter小型紅點鏡。RMR系列採用了細小、輕便的外觀，並可提供與其他Trijicon瞄準具同等的堅固性和可靠性。該瞄準鏡既可理想地單獨裝上、包括設於傾斜式鏡座上用作獨立式光學瞄準具，也可以裝設在ACOG等光学瞄准镜以至倍率更高的狙擊鏡、热成像瞄準鏡和夜視瞄準鏡之上，用以應對近距離格鬥作戰或在狙擊鏡／夜視瞄準鏡嚴重損壞的緊急情況的輔助瞄準用途。由於其尺寸小巧重量輕，因此特別適合裝在各款手槍（例如FNP45、格洛克17 MOS）以上使用。
RMR紅點鏡可安裝於其他可以利用MIL-STD-1913戰術導軌安裝配件的任何武器。

## 概述
作為小型紅點鏡，RMR的尺寸要比常見的紅點鏡小。RMR的設計使得它與ACOG一樣耐用，設計可防水至20公尺；使用一顆3伏特CR-2032锂电池供電，同時還能提高各種類型或口徑的槍械的精密度和準確性。
RMR採用了獲得專利的外殼形狀設計，可吸收撞擊力並且將應力從鏡片轉移而去，從而提高了其耐用性。最新的RMR 2式LED和可調LED型號都能提供經過重新設計和升級的電子設備，並且證明它倆能在安裝在套筒式手槍和其他輕武器以上正常操作。而雙照明型號還提供了堅固耐用，而且可靠的無電池方案，保修期亦有所延長。

## 光學規格和尺寸
- 長度（淨瞄準鏡）：45.72毫米（1.8英寸）
- 寬度（淨瞄準鏡）：27.94毫米（1.1英吋）
- 高度（淨瞄準鏡）：25.4毫米（1英吋）
- 安裝環寬度（如使用安裝環鏡座）：25.4毫米（1英吋）／30毫米（1.2英吋）
- 重量（淨瞄準鏡）：34.02克（1.2盎司）
- 外殼材料、表面處理及顏色：高強度铝、硬質陽極氧化、啞光黑色
- 瞄準鏡軸線高度（使用RM33低皮卡汀尼導軌鏡架）：18毫米（.7英寸）
- 瞄準鏡軸線高度（連加高型瞄準鏡架、皮卡汀尼導軌以上）：39毫米（1.5英寸）

## 衍生型
- RMR 2式LED型：基本型號，有3.25和6.5角分紅色圓形標點（英语：Reticle）。
- RMR 2式可調LED型：側面裝設照明控制器的型號，具有八種亮度設置，其中兩種與夜視鏡兼容，有1、3.25和6.5角分紅色圓形標點。美國特種作戰司令部採用了專門設計的子型號RM06-HRS並命名為SU-291/PVS手槍反射瞄具（HRS, Handgun Reflex Sight），北約庫存編號為1240-01-678-5336，此款使用了3.25角分的分劃。
- RMR雙照明型：雙照明型號，頂部端具有光纖導光管採光系统，以及夜間時以氚燈提供光源，有7、9、12.9和13角分黃色或綠色、圓形或三角形標點。

## 鏡座標準
RMR的鏡座標準為兩個螺釘孔和兩個在角落的淺插口，充當緩衝鎖耳。該鏡座除了RMR以外，亦被Holosun瞄準鏡所採用。原廠為RMR生產的鏡架為：
- 低皮卡汀尼導軌鏡架
- 高皮卡汀尼導軌鏡架
- 低Weaver導軌鏡架
- ACOG附接鏡架
- 25.4毫米或30毫米狙擊鏡管附接鏡架

## 使用者
- 英国
  - 英國軍隊
- 美国
  - 美国军隊（參見下文）
  - 各地方層級執法機關

### 美國軍方使用
美軍購入部份AGOG型號時，也要求在其以上附接RMR小型紅點鏡，例如：
TA648MDO（MDO，意為：機槍日間瞄準鏡）：被美国海軍陸戰隊選為M240通用機槍的標準瞄準鏡，正式編號為SU-260/P。RMR RM05紅點鏡藉由LaRue Tactical RMR MDO鏡座安裝在該瞄準鏡的頂部導軌以組成光學瞄準組合。
TA11SDO-CP（SDO，意為：班用自動武器日間瞄準鏡）：亦被美国海軍陸戰隊採購、用作M249班用自動武器（及以後的HK M27步兵自動步槍）的標準瞄準鏡，正式編號為SU-258/PVQ。RMR RM05紅點鏡藉由ACOG附接鏡架安裝在該瞄準鏡的入瞳頂部以組成光學瞄準組合。

## 流行文化

### 电影
- 2016年—：RMR設於有定制金色拋光型ACOG，並一同安裝在「死亡射手」／佛洛伊德·勞頓（Deadshot／Floyd Lawton）的定制AR-15上。

## 圖集

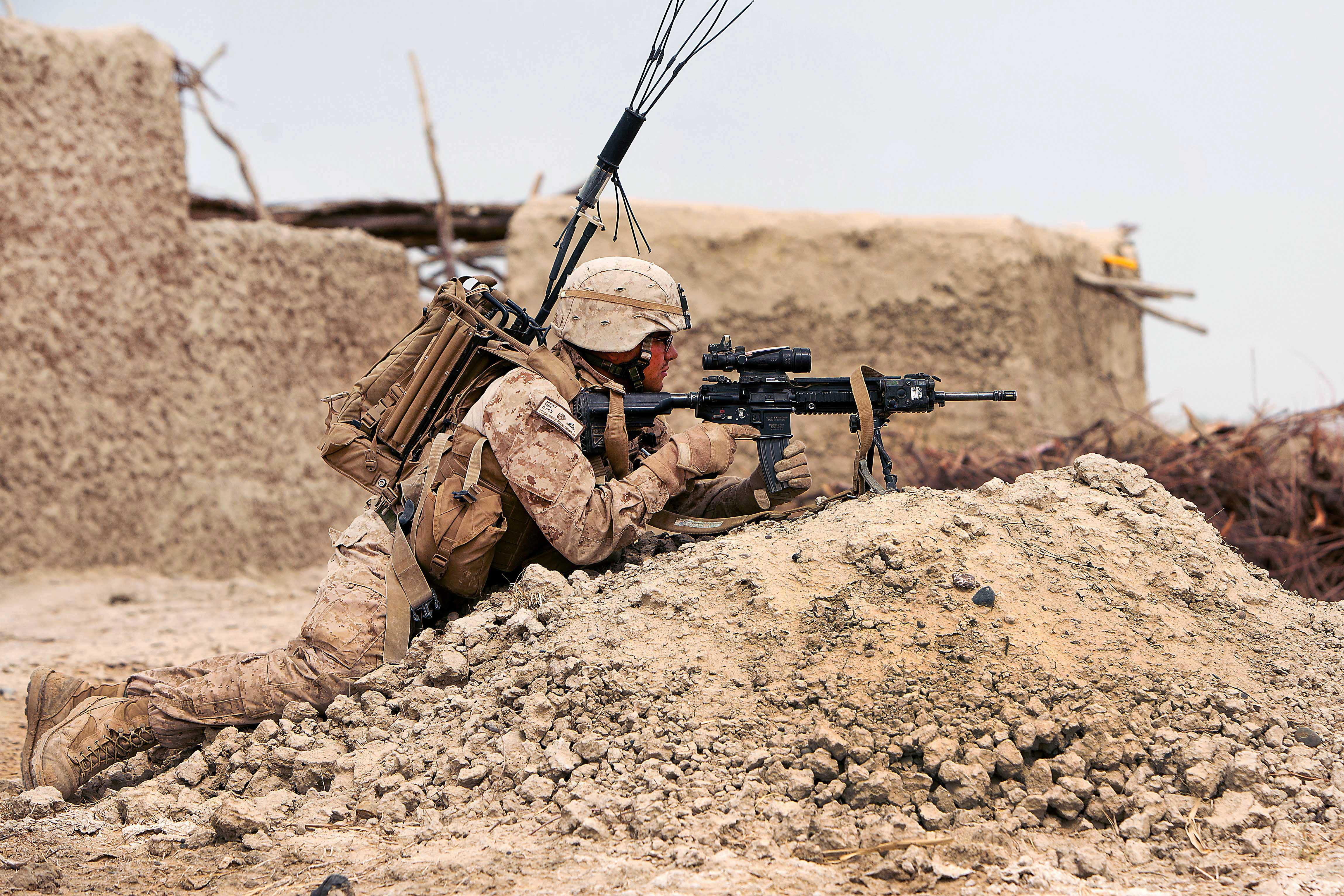
裝在HK M27步兵自動步槍以上的TA11SDO-CP的頂部加裝的RMR
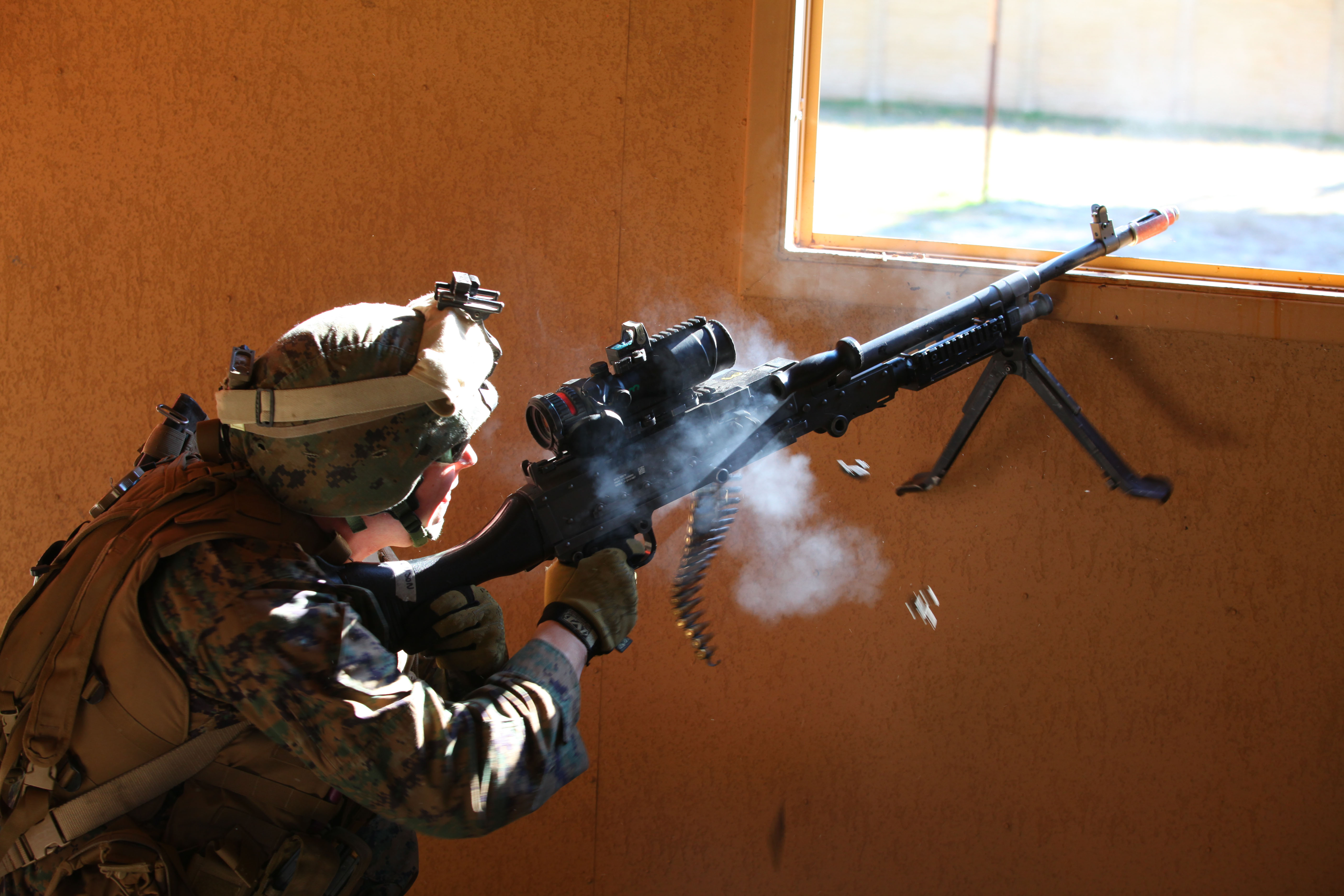
裝在M240通用機槍以上的TA648MDO的頂部加裝的RMR
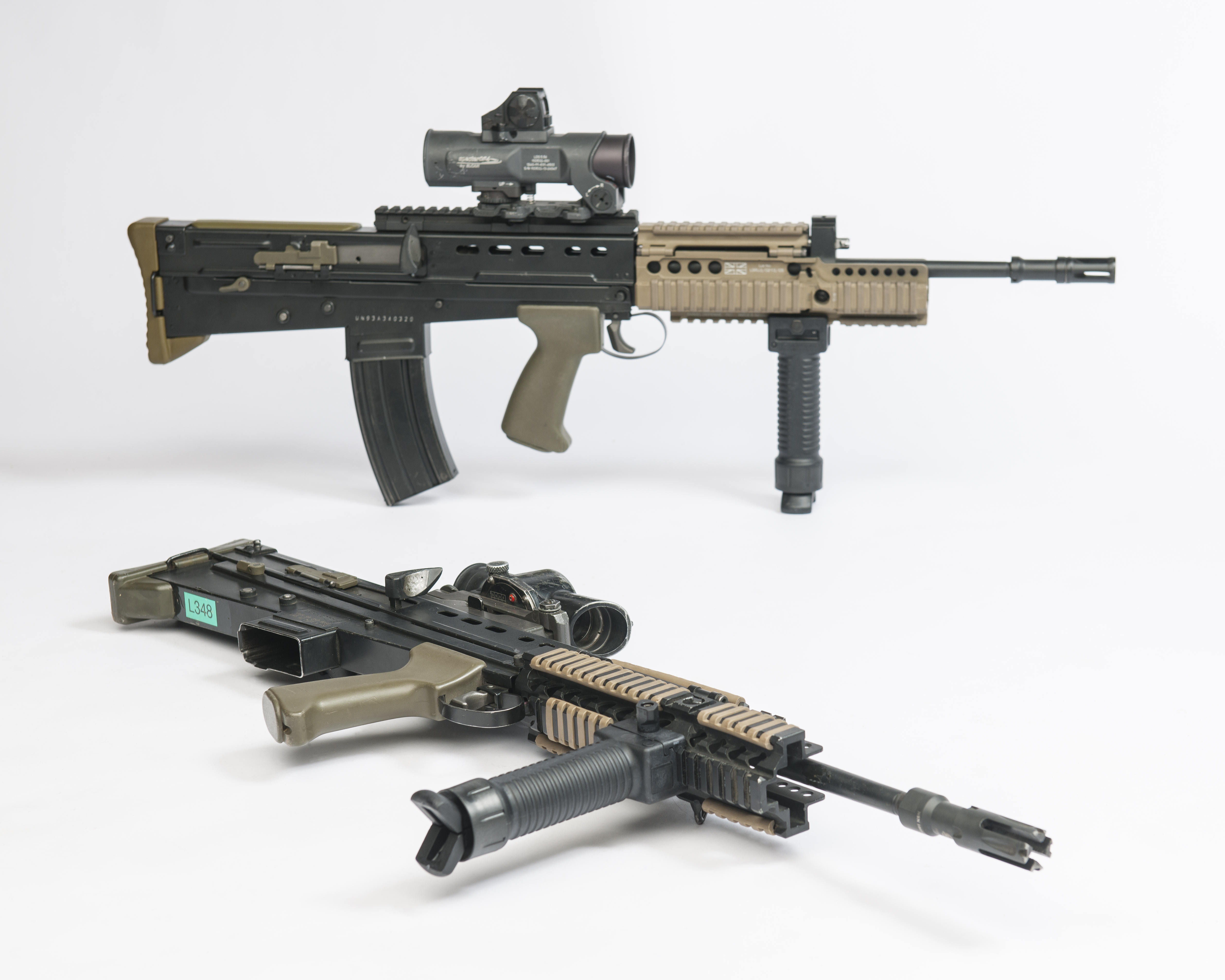
裝在L85A2以上的ELCAN LDS的頂部加裝的RMR
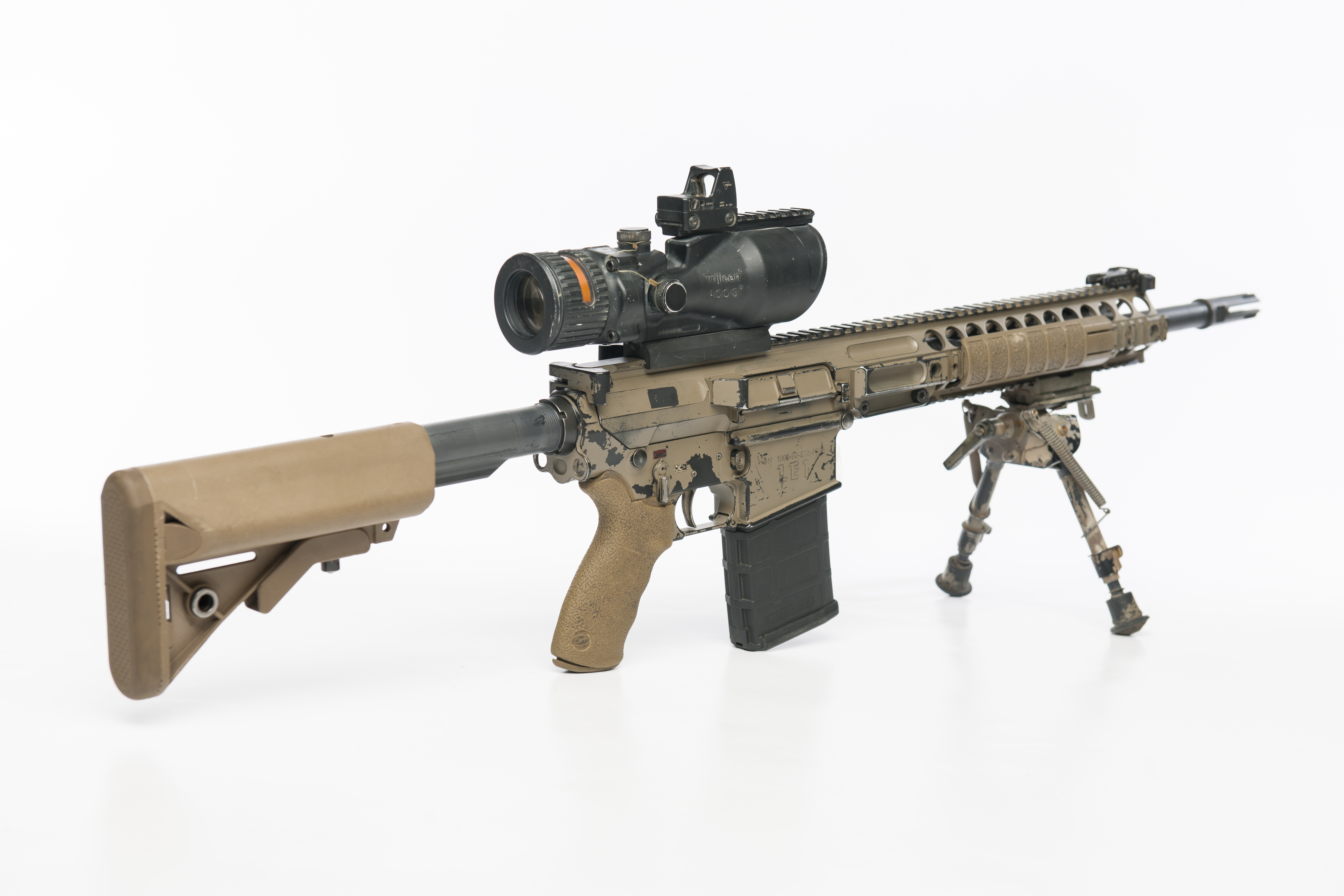
裝在L129A1精確射手步槍以上的ACOG 6×48的頂部加裝的RMR

## 資料來源
1. ↑  .   [2020-08-01]. （原始内容存档于2019-12-09）.
2. ↑  .   [2019-06-20]. （原始内容存档于2019-07-02）.
3. ↑  .   [2019-06-20]. （原始内容存档于2019-07-01）.

## 外部連結

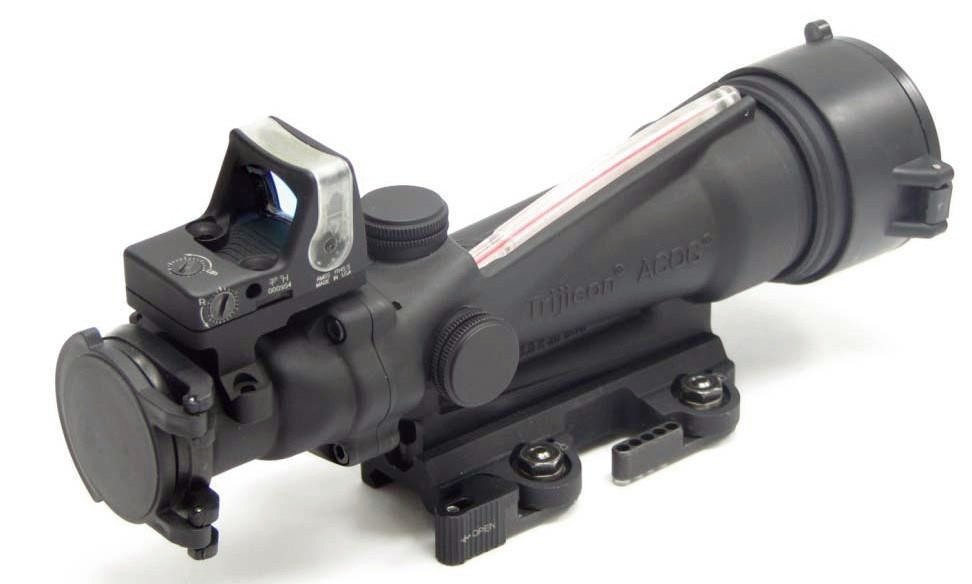
裝在一具Trijicon 3.5x35 ACOG光學瞄準鏡頂部的Trijicon RMR小型紅點鏡

- （英文）—Trijicon—Trijicon RMR® Ruggedized Miniature Reflex Sight （页面存档备份，存于）
- （简体中文）—D Boy Gun World（槍炮世界）—
  - RMR小型红点镜（页面存档备份，存于）
  - AR-15/M16专辑—典型的瞄准装置（页面存档备份，存于）